# مارك هومفري
مارك هومفري هو ممثل كندي، ولد في 27 ديسمبر 1960 بفانكوفر في كندا.

## أعمال

### أفلام
- (1988) النسر الحديدي 2

## وصلات خارجية
- مارك هومفري على موقع IMDb (الإنجليزية)
- مارك هومفري على موقع قاعدة بيانات الفيلم (الإنجليزية)